# Bomba paliwowo-powietrzna

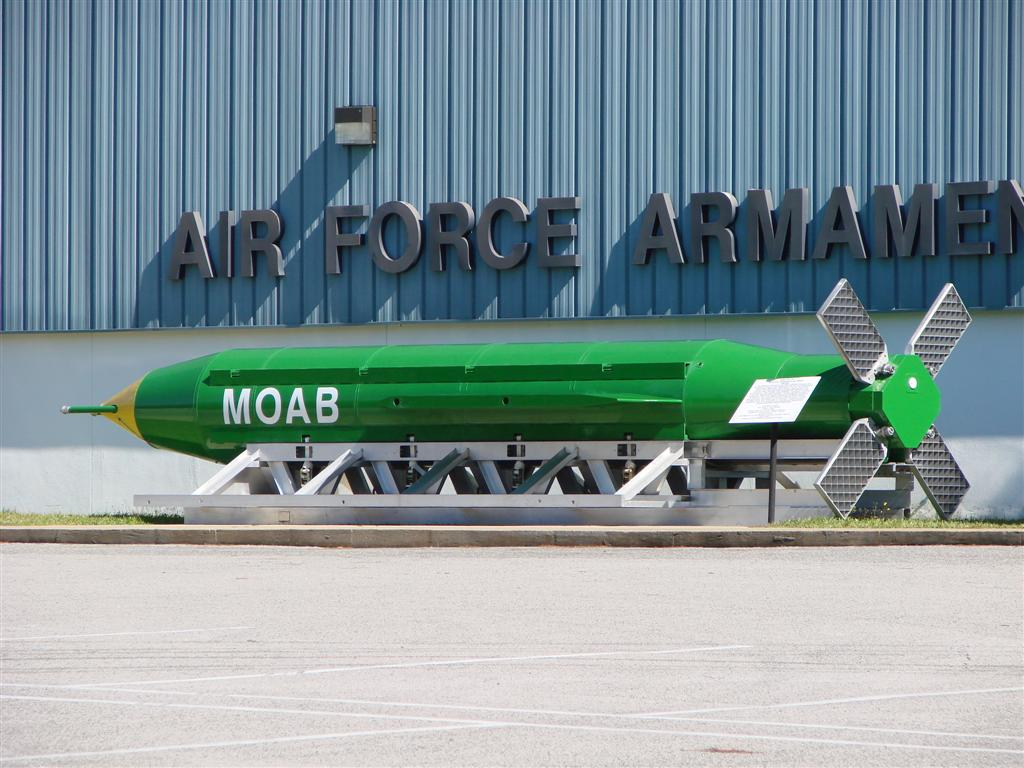
Bomba paliwowo-powietrzna

Bomba paliwowo-powietrzna – bomba lotnicza, składająca się z paliwa lub materiału wybuchowego, który jest rozpylany w powietrzu. Zapalnik powoduje zapłon i wybuch aerozolu. Paliwem mogą być np. węglowodory ciekłe i gazowe, pyły metali, materiały wybuchowe oraz różne mieszaniny. Broń tego typu określana jest także mianem bomby termobarycznej (od greckich słów thermós (θερμός = „gorący”) – temperatura i baros (βάρος = „ciężar”) – ciśnienie), bomby próżniowej, a w krajach anglosaskich nosi ona oznaczenia HITs (od ang. high-impulse thermobaric weapon – broń termobaryczna dużej mocy), FAE lub FAX (od ang. fuel-air explosives – paliwowo-powietrzny materiał wybuchowy). Bomby tego typu mają większą moc burzącą niż konwencjonalne bomby o tej samej masie. Największą bombą tego typu jest rosyjska konstrukcja, znana jako „ojciec wszystkich bomb”, która według źródeł rosyjskich ma siłę wybuchu odpowiadającą 44 ton TNT.

## Działanie bomby
Zasada działania bomby paliwowo-powietrznej polega na rozpyleniu w powietrzu materiału wybuchowego przy pomocy małego ładunku, a następnie zainicjowanie jego eksplozji. Bomba zawiera ładunek lotnej cieczy (węglowodory, tlenek etylenu, tlenek propylenu i inne) lub stałego materiału wybuchowego w postaci bardzo drobnego proszku, czasem również rozdrobnionego metalu. Pierwszy zapalnik w postaci małego ładunku wybuchowego powoduje rozerwanie skorupy bomby i rozpylenie głównego ładunku wybuchowego w powietrzu. Po krótkim czasie (kilka milisekund) potrzebnym na powstanie aerozolu drugi zapalnik powoduje eksplozję tak powstałej chmury.
Nowe typy bomb paliwowo-powietrznych mają tylko jeden ładunek inicjujący, który jednocześnie rozpyla materiał wybuchowy i detonuje go.

## Efekty użycia
Broń paliwowo-powietrzna powstała po obserwacji przypadkowych eksplozji pyłów i aerozoli, które miały miejsce w silosach lub podczas pożarów zbiorników z paliwem. Podczas wybuchu bomby paliwowo-powietrznej następuje zapalenie wytworzonego aerozolu i powstanie fali uderzeniowej, która rozprzestrzenia się od centrum ku krawędziom chmury z bardzo dużą prędkością, powodując na swej drodze znaczne zniszczenia, zwłaszcza na płaskim terenie. Główną siłą niszczącą broni termobarycznej jest ciśnienie. Czas, w którym przechodzi fala uderzeniowa o bardzo dużym ciśnieniu, jest na tyle długi, że broń ta jest bardzo efektywna przeciwko polom minowym, słabo opancerzonym pojazdom, samolotom na lotniskach, a nawet schronom. Porównywalna masa trotylu generuje eksplozję silną, ale krótkotrwałą, która wytwarza krótszą falę uderzeniową, ale o większym ciśnieniu. Do niszczenia struktur na większym obszarze bardziej efektywna jest dłużej trwająca fala uderzeniowa, chociaż ciśnienie generowane przez eksplodujący rozpylony materiał jest niższe. Ponadto dużą zaletą mieszanin paliwowo-powietrznych jest możliwość inicjacji wybuchu objętościowego w przestrzeni setek, a nawet tysięcy metrów sześciennych, a nie – jak w przypadku skondensowanych materiałów wybuchowych – ułamka metra sześciennego. Bomba paliwowo-powietrzna zawierająca 100 kg materiału wybuchowego generuje energię porównywalna z eksplozją 1200 kg trotylu.
Skuteczność rażenia bomb tego typu jest bardzo wysoka i przewyższa 3-5 razy skuteczność rażenia bomb takiej samej wagi i wielkości z ładunkiem trotylowym.

## Zastosowanie bojowe
Lotnicze bomby paliwowo-powietrzne wielokrotnie wykorzystywane były podczas wojny w Wietnamie.
Używane były między innymi do niszczenia kryjówek Wietkongu i wrogich baz. Tego typu broń wykorzystywana była również w czasie pierwszej wojny w Zatoce Perskiej oraz podczas wojny w Iraku.

## Użytkownicy
Na wyposażeniu lotnictwa wojskowego znajdują się obecnie m.in. następujące typy bomb paliwowo-powietrznych: GBU-43/B MOAB, CBU-73B, CBU-72 (Stany Zjednoczone), АВБПМ, ODAB-1000 (Rosja), FAACB (Chiny) i LBPP-100 (Polska).

## Polska bomba paliwowo-powietrzna
Polską lotniczą bombę paliwowo-powietrzną pokazano po raz pierwszy publicznie w 1998 roku podczas VI Międzynarodowego Salonu Przemysłu Obronnego w Kielcach. Łódzki „Prexer Project” zaprezentował zbudowaną 10 lat wcześniej bombę LBPP-100 (Lotnicza Bomba Paliwowo-Powietrzna o wadze 100 kg) o kryptonimie „Teisy”, która znajduje się na uzbrojeniu jednostek uderzeniowych Sił Powietrznych RP, wyposażonych w samoloty szturmowe Su-22.

## Inne zastosowania
Ładunki termobaryczne stosowane są również w pociskach rakietowych, np. wystrzeliwanych z TOS-1 i TOS-2.

## Beletrystyka i kino
- Lotnicza Bomba Paliwowo-Powietrzna została pokazana w filmie Żelazny Orzeł, została użyta do zniszczenia pasa startowego podczas misji ratowania Pułkownika Teda Mastersa
- W filmie Epidemia, gdzie użyto jej do zniszczenia zakażonej wirusem wioski.
- W powieści Toma Clancy'ego Polowanie na Czerwony Październik, do zniszczenia amerykańskiego okrętu podwodnego USS „Ethan Allen”
- W powieści Złote Wrota, Alistair MacLean przedstawił ją w wersji kasetowej CBU-55.